# Christian Maicon Hening
Christian Maicon Hening   (Blumenau, 25 d'agost de 1978) també conegut com a Chris, és un futbolista brasiler. Va començar com a futbolista al Democrata Governador Valadares, com a defensa central o migcampista defensiu, sobretot per l'Eintracht Frankfurt del 2003 al 2011. Va ser nomenat capità del club de l'Eintracht Frankfurt abans de la temporada 2010–11.